# Осаждение металлорганических соединений из газообразной фазы
Осаждение металлорганических соединений из газообразной фазы (англ. Metalorganic chemical vapour deposition) — метод химического осаждения из газовой фазы путём термического разложения (пиролиза) металлоорганических соединений для получения материалов (металлов и полупроводников), в том числе путём эпитаксиального выращивания. Например, арсенид галлия выращивают при использовании триметилгаллия ((CH3)3Ga) и трифенилмышьяка (C6H5)3As). Сам термин предложен основоположником метода Гарольдом Манасевитом в 1968 году.
В отличие от молекулярно-лучевой эпитаксии (МЛЭ, также используется термин «молекулярно-пучковая эпитаксия», МПЭ) рост осуществляется не в высоком вакууме, а из парогазовой смеси пониженного или атмосферного давления (от 2 до 101 кПа).

## Компоненты установки МОС-гидридной эпитаксии
- Реактор — камера, в которой непосредственно происходит эпитаксиальный рост. Она сделана из материалов, химически инертных по отношению к используемым химическим соединениям при высоких температурах (400—1300°С). Основными конструкционными материалами являются нержавеющая сталь, кварц и графит. Подложки расположены на нагреваемом подложкодержателе с контролем температуры. Он также сделан из материалов, стойких к химическим веществам используемым в процессе (часто используют графит, иногда со специальными покрытиями, также некоторые детали подложкодержателя делают из кварца). Для нагрева подложкодержателя и камеры реактора до температуры эпитаксиального роста используют резистивные или ламповые нагреватели, а также ВЧ-индукторы.
- Газовая схема. Исходные вещества, находящиеся при нормальных условиях в газообразном состоянии подаются в реактор из баллонов через регуляторы расхода газа. В случае, если исходные вещества при нормальных условиях представляют собой жидкости или твердые вещества (в основном это все применяемые металлоорганические соединения), используются так называемые испарители-барботеры (анг. 'bubbler'). В испарителе-барботере газ-носитель (обычно азот или водород) продувается через слой исходного химического соединения, и уносит часть металлорганических паров, транспортируя их в реактор. Концентрация исходного химического вещества в потоке газа-носителя на выходе из испарителя зависит от потока газа-носителя, проходящего через испаритель-барботер, давления газа-носителя в испарителе и температуры испарителя-барботера.
- Система поддержания давления в камере реактора (в случае эпитаксии на пониженном давлении — форвакумный насос Рутса или пластинчато-роторный форвакуумный насос и лепестковый клапан).
- Система поглощения токсичных газов и паров. Токсичные отходы производства должны быть переведены в жидкую или твёрдую фазу для последующего повторного использования или утилизации.

## Исходные вещества
Список химических соединений, используемых в качестве источников для роста полупроводников методом MOCVD:
- Алюминий
  - Триметилалюминий CAS 75-24-1 Al(CH3)3
  - Триэтилалюминий CAS 97-93-8 Al(C2H5)3
- Галлий
  - Триметилгаллий Ga(CH3)3
  - Триэтилгаллий Ga(C2H5)3
  - Три(изо-пропил)галлий Ga(C3H7)3
- Индий
  - Триметилиндий In(CH3)3
  - Триэтилиндий In(C2H5)3
- Азот
  - Фенилгидразин
  - Диметилгидразин
  - Аммиак NH3
- Фосфор
  - Фосфин PH3
- Мышьяк
  - Арсин AsH3
  - Фениларсин
- Сурьма
  - Триметилсурьма
  - Триэтилсурьма
  - Стибин SbH3
- Кадмий
  - Диметилкадмий
- Теллур
  - Диметилтеллур
  - Диэтилтеллур
  - Ди(изо-пропил)теллур
- Кремний
  - Моносилан SiH4
  - Дисилан Si2H6
- Цинк
  - Диэтилцинк Zn(C2H5)2

## Полупроводники, выращиваемые с помощью MOCVD

### III—V Полупроводники
- Арсенид галлия (GaAs)
- Фосфид индия (InP)
- InGaAs
- InAlAs
- InGaAlAs
- InGaAsP
- InGaAsN
- AlGaAs
- InGaAs
- AlGaP
- InGaP
- InAlP
- InAlP
- Нитрид галлия (GaN)
- InGaN
- InGaAlN
- Антимонид индия (InSb)

### II—VI Полупроводники
- Селенид цинка (ZnSe)
- КРТ (HgCdTe)